# 1048
1048 (MXLVIII) var ett skottår som började en fredag i den julianska kalendern.

## Händelser

### Juli
- 16 juli – Benedictus IX blir avsatt som påve för sista gången och bannlyst, anklagad för simoni.
- 17 juli – Efter att Benedictus IX har blivit avsatt dagen innan väljs Poppo av Curagnoni till påve och tar namnet Damasus II, men avlider efter endast tre veckor senare.[1]

### Okänt datum
- Sven Estridsson gifter sig med Gunhild Anundsdotter.
- Oslo grundas av Harald Hårdråde.
- Johanniterorden grundas.

## Födda
- Alexios I Komnenos, bysantinsk kejsare 1081–1118.
- Magnus Haraldsson, kung av Norge 1066–1069.
- Domnall Ua Lochlainn, storkonung av Irland 1086–1121.
- Omar Khayyam, persisk poet, astronom, matematiker och filosof.
- Song Shenzong, kinesisk kejsare.
- Arwa al-Sulayhi, regerande drottning av Jemen.

## Avlidna
- 9 augusti – Damasus II, född Poppo av Curagnoni, påve sedan 17 juli detta år.
- Gregorius VI, född Johannes Gratianus, påve 1045–1046.
- Abu Raihan Muhammed ibn Ahmed al-Biruni, matematiker.